# جين مخبر

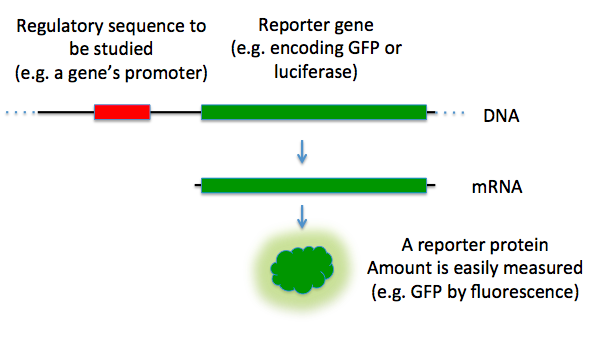
بالأحمر تسلسل منظم تتم دراسته (محفز جيني مثلا)، بالأخضر جين مخبر (مثال: جين مشفر لـ (ب.ف.أ) أو لوسيفراز). كمية بروتين الجين المخبر تُقاس بسهولة.

الجين المُخبِر أو الجين المُرشِد (بالإنجليزية: Reporter gene)‏ هو جين يمتلك ناتجه (بروتين) خاصية تسمح بمشاهدته في المختبر (فلورية، نشاط إنزيمي قابل للكشف). تُستخدم الجينات المُخبرة لمشاهدة أو قياس التعبير الجيني للجينات المستهدفة عبر دمجها مع هذه الجينات أو مع التسلسلات المنظمة لها.

## جينات مرشدة شائعة
لإدراج جين مُخبِر في كائن حي، يقوم العلماء بوضع هذا الجين المرشد مع الجين المستهدف في نفس قطعة الدنا المصنعة التي ستُدرج في خلية الكائن. بالنسبة لمزارع البكتيريا وبدائيات النوى يتم ذلك عبر دنا دائري يسمى بلازميد. من المهم استخدام جين مخبِر لا يُعبر عنه طبيعيا في الخلية أو الكائن الذي تتم دراسته، لأن التعبير عن الجين المخبر يُستخدم كعلامة على قبط ناجح للجين المستهدف.
الجينات المُخبرة الشائعة التي تُحدث خصائص مرئية قابلة للتعرف عليها عادة ما تكون لها علاقة ببروتينات فلورية أو ضيائية، ومن الأمثلة على هذه الجينات: الجين الذي يشفر البروتين الأخضر الفلوري لقنديل البحر، والذي يجعل الخلايا التي تعبر عنه تلمع تحت الضوء الأزرق، إنزيم لوسيفراز الذي يحفز تفاعلا مع اللوسيفرين لإنتاج الضوء، والبروتين الفلوري الأحمر من الجين dsRed. كان جين GUS شائع الاستخدام في النبات لكن لوسيفراز والبروتينات الفلورية الخضراء أصبحت أكثر شيوعا.
من الجينات المُخبِرة الشائعة في البكتيريا جين lacZ لدى الإشريكية القولونية والذي يشفر البروتين بيتا-غالاكتوزيداز، يجعل هذا الإنزيم البكتيريا التي تعبر عنه تظهر بلون أزرق حين تنمو في وسط يحتوي على ركيزة X-gal. من الأمثلة على الواسم المختار الذي هو جين مخبر كذلك في البكتيريا: جين ناقلة أستيل الكلورامفنيكول (CAT) والذي يمنح مقاومة ضد المضاد الحيوي كلورامفينيكول.